# Michael Engelmann (Grafiker)
Michael Engelmann (* 26. Februar 1928 in Prag, Tschechoslowakei; † 24. Januar 1966 in Düsseldorf) war ein US-amerikanischer Grafiker tschechisch-deutscher Abstammung.

## Leben und Werk
Pavel Michael Engelmann wurde in Prag als Sohn des jüdischen Seidenfabrikanten Walter Engelmann und der nichtjüdischen Schauspielerin Sonik Rainer geboren. Nach der Trennung der Eltern musste Michael Engelmann 1941 mit seinem Vater in die USA emigrieren.
Nachdem er seinen Vater im Alter von 13 Jahren verloren hatte, schlug er sich als Tellerwäscher, Kellner, Liftboy und Steward durch. Später arbeitete er auch in einer Anwaltskanzlei. (Beleg: Originalbriefe an die Mutter). Engelmann machte eine Schauspielausbildung bei Lee Strasberg, brach diese allerdings ab, wandte sich der Gebrauchsgrafik zu und arbeitete 1949 in einer Grafikagentur in New York City. Als Grafiker war er Autodidakt. Im selben Jahr erhält er auch die US-amerikanische Staatsbürgerschaft. Ebenfalls 1949 kehrte er nach Europa zurück und arbeitete anfangs als Grafiker bei der Zeitschrift „International Textiles“ in Amsterdam, danach als Art Director für die Die Neue Zeitung in München, später als Grafiker bei Pirelli in Mailand. Seit 1953 lebte und arbeitete er als freiberuflicher Künstler in Düsseldorf und München.
Seine Arbeiten zeigen die Einflüsse des Bauhauses und der Klassischen Moderne der Vorkriegszeit.
„Die Plakatentwürfe von Michael Engelmann (1928 bis 1966) gelten als ästhetische Neuorientierung zwischen Funktionalismus und Pop. In seinen Kampagnen für Bols, Libella, Renault und Roth-Händle schuf er pointierte Symbiosen von Text und Bild – mit unmittelbarer emotionaler Wirkung. .... Engelmann arbeitete vorwiegend mit Fotografie (etwa von Peter Keetman und Ed Callahan), so funktionalistisch inszeniert, wie sie schon in der Werbung der Vorkriegsmoderne beliebt war.“ 
Über sein Plakat für die Rasiercreme T2 schrieb Dieter Fuder: „T2 wird Flächentext, textfigürliches Schriftbild eines Bartes. Nicht nur eines Bartes, sondern eines Produktes. Nicht nur eines Produktes, sondern eines Markennamens. Aus zugleich aus einem Prinzip.“
Die Werbekampagne für Roth-Händle, für die er ab 1955 arbeitete, ist untrennbar mit ihm verbunden. 1959 verlieh ihm der Art Director Club von New York den Certificate of Merit. Im Jahr 1964 wurden Arbeiten von ihm auf der documenta III in Kassel in der Abteilung Graphik gezeigt. 1965 wurde sein Entwurf für das offizielle Kieler-Woche-Plakat ausgewählt. 1966 starb Michael Engelmann in Düsseldorf durch einen Verkehrsunfall. (Beleg: Erbakte90a (43a) VI292/67)